# Папоротниковые стеблевые пилильщики

Пена, выделяемая личинками пилильщика Blasticotoma filiceti на Кочедыжнике (Athyrium filix-femina)

Папоротниковые стеблевые пилильщики (лат. Blasticotomidae) — семейство сидячебрюхих перепончатокрылых из группы пилильщиков надсемейства Tenthredinoidea. 

## Описание
Длина 7—10 мм. В передних крыльях имеется 2r, анальная ячейка у основания заужена. У личинок развиты только грудные ноги, а на последних VIII и IX тергитах есть рожковидные придатки. Личинки в черешках листьев папоротников, часто образуют вокруг выходного отверстия пену (как у цикадок-пенниц). 
Между личинками пилильщиков Blasticotoma filiceti (обитающими на кочедыжнике женском, щитовнике шартрском и страуснике) и муравьями (Formica — 7 видов, Camponotus — 2, Lasius — 2, Myrmica — 3) на территории Германии, в Европейской части России, а также в Западной Сибири (на территории Республики Алтай и в Новосибирской области) выявлены трофобиотические отношения.

## Распространение
Встречаются повсеместно, в том числе в Европе. В России 3 вида, из которых два только на Дальнем Востоке.

## Систематика
Семейство включает в себя около 10 видов. Число родов дискуссионно, так как выделяемые 3 рода иногда рассматривают как один. Известны ископаемые виды (возрастом около 35 млн лет).
- Blasticotoma Klug, 1834
  - Blasticotoma filiceti Klug, 1834 — Бластикотома папоротниковая — Палеарктика
  - Blasticotoma atra Zhelokhovzev, 1934 — Россия, Япония
  - Blasticotoma nipponica Takeuchi, 1939 — Япония
  - Blasticotoma smithi Shinohara, 1983 — Тайвань[11]
  - Blasticotoma warabii Togashi, 1989 — Япония
- Bohea Maa, 1944
  - Bohea abrupta Maa, 1944 — Китай
- Runaria Malaise, 1931[12]
- = †Paremphytus Brues, 1908
  - Paremphytus ostentus Brues, 1908[13]
    - =†Runaria ostenta Brues, 1908

  - Runaria flavipes Takeuchi, 1939 — Япония, на папоротниках Dryopteris erythroscia, Athyrium japonica и Polystichum tripteron
  - Runaria reducta Malaise, 1931 — Япония
  - Runaria shaanxinica Wei, 1999 — Китай
  - Runaria hunannica Wei, 1999 — Китай
  - Runaria punctata Wei, 1999 — Китай